# Народна й університетська бібліотека Республіки Сербської
Національна та Університетська бібліотека Республіки Сербської — національна бібліотека Республіки Сербської, розтагшована в столиці Бан'я-Лука.
Вперше про необхідність створення подібного закладу, де люди б могли брати книги, згадується 1868 року, коли за сприяння церковників створено читальню. В цьому приміщенні почали збирати різні книги, часописи та публікації, що друкувалися, з якими б могли ознайомитися люди. Поступово книжковий фонд читальні розширювався і 25 жовтня 1935 року на освітньому комітеті затверджено рішення про створення в Баня-Луці на базі читальні Національної бібліотеки імені Петра І Великого Визволителя. На посади бібліотекарів було призначено вчителів початкової школи, а фонд поповнено переданими на зберігання книгами «Просвіти» та місцевої «Сербської читальної кімнати», а також деякими приватними власниками.
З 26 квітня 1936 року бібліотека відкрила свої двері перед відвідувачами — це була перша бібліотека в Бані-Луці, відкрита для всіх відвідувачів без обмежень.
30 липня 1980 року бібліотека змінює назву з «Національна бібліотека імені Петра І Великого Визволителя» на нову «Національна та Університетська бібліотека Республіки Сербської імені Петра Кочича».1999 року уряд Республіки Сербської затвердив цю назву, як офіційну.
В грудні того ж року вирішено було скоротити назву до «Національна та Університетська бібліотека Республіки Сербської».
На сьогоднішній день в фондах бібліотека зберігається понад 600000 найменувань друкованих видань.

## Використані джерела
1. За матеріалами сайту http://nub.rs/biblioteka/o-biblioteci/istoriski-pregled/ [Архівовано 6 вересня 2016 у Wayback Machine.]